# دانيال دلفينو
دانيال دلفينو (بالإسبانية: Daniel Delfino) هو لاعب كرة قدم أرجنتيني، ولد في 1 يونيو 1970 في تيمبيرلي في الأرجنتين. لعب مع أتلتيكو أتلانتا وبانفيلد وديبورتيفو تاشيرا وذي سترونغيست وروزاريو سنترال وكيلمس.